# Rundfunkentscheidung
Das deutsche Rundfunkrecht wurde und wird stark von den Entscheidungen des Bundesverfassungsgerichtes geprägt. Die bis heute ergangenen Entscheidungen haben die Entwicklung der deutschen Rundfunklandschaft seit den Anfängen der in der ARD zusammengeschlossenen Rundfunkanstalten bis zum heutigen dualen Rundfunksystem von öffentlich-rechtlichem und privatem Rundfunk begleitet und deren Rahmenbedingungen entscheidend konkretisiert. Die Offenheit und Unschärfe des verfassungsrechtlichen Rundfunkbegriffes führten nach verbreiteter Auffassung dazu, dass sich das Bundesverfassungsgericht selbst faktisch als Gesetzgeber gerierte, indem es sehr detaillierte Vorgaben, teils durch obiter dicta, hinsichtlich der Ausgestaltung des Rundfunkrechts machte. Dies wurde im juristischen Schrifttum oftmals heftig kritisiert. Aus dieser quasi-gesetzgeberischen Rolle heraus begann die Zählung der sog. Rundfunkurteile. Die Zählung ist daher uneinheitlich. Teils werden nur solche Entscheidungen des sogenannten klassischen Kanons zu den Rundfunkurteilen gezählt, die eine solche wegweisende Funktion wahrnehmen und als Schablone gesetzgeberischer Willensbildung dienen sollten.
Im Folgenden werden die vierzehn Rundfunkentscheidungen (Urteile und Beschlüsse) mit ihren Fundstellen und wichtigsten Thesen aufgeführt. Eine ausführliche Darstellung der Entscheidungen findet sich ggf. in den Artikeln zu den einzelnen Entscheidungen.

## Einzelne Rundfunkentscheidungen

### Urteil vom 28. Februar 1961: Deutschland-Fernsehen-GmbH
BVerfGE 12, 205–264 Deutschland-Fernsehen-GmbH (1961)
- Staatsfreiheit des Rundfunks
- Gesetzgebungskompetenz der Länder für Rundfunkveranstaltung (Art. 30 GG)
- Zuständigkeit des Bundes allein für die Übertragungstechnik, nicht für die Inhalte (Art. 73 Nr. 7 GG)[1]

### Urteil vom 27. Juli 1971: Umsatzsteuer
BVerfGE 31, 314 Umsatzsteuer (1971)
- Öffentlich-rechtliche Rundfunkanstalten können sich auf das Grundrecht der Rundfunkfreiheit aus Art. 5 Abs. 1 Satz 2 GG berufen, ihnen steht insoweit der Rechtsbehelf der Verfassungsbeschwerde zu.
- Rundfunkanstalten sind nicht „gewerblich oder beruflich“ im Sinne des Steuerrechts, denn sie erfüllen eine öffentliche Aufgabe und haben eine Funktion für das Staatsganze
- Rundfunk darf nicht dem „freien Spiel der Kräfte“ überlassen werden, sondern ist Sache der Allgemeinheit[2]

### Urteil vom 16. Juni 1981: FRAG
→ Hauptartikel: 3. Rundfunk-Urteil

BVerfGE 57, 295 FRAG (1981)
- Zulässigkeit privaten Rundfunks
- Rundfunkfreiheit ist eine dienende Freiheit für die freie und umfassende Meinungsbildung
- Privatrundfunk nur auf gesetzlicher Grundlage, die die Meinungsvielfalt sichert; dabei bestehen verschiedene Ausgestaltungsmöglichkeiten als binnenplurales oder außenplurales (Markt-)Modell[3]

### Urteil vom 4. November 1986: Niedersachsen
→ Hauptartikel: 4. Rundfunk-Urteil

BVerfGE 73, 118 Niedersachsen (1986)
- Duales Rundfunksystem: Privatfunk zulässig, solange Grundversorgung durch öffentlich-rechtlichen Rundfunk gesichert.[4]

### Beschluss vom 24. März 1987: Baden-Württemberg
BVerfGE 74, 297 Baden-Württemberg (1987)
- Grundversorgung heißt nicht Minimalversorgung
- Dynamischer Rundfunkbegriff: auch „rundfunkähnliche Kommunikationsdienste“ (online-Dienste) sind umfasst.[5]

### Urteil vom 5. Februar 1991: WDR
→ Hauptartikel: 6. Rundfunk-Urteil

BVerfGE 83, 238 WDR (1991)
- Bestands- und Entwicklungsgarantie für den öffentlich-rechtlichen Rundfunk
- Mischfinanzierung zulässig
- Dynamischer Grundversorgungsbegriff: aus der Funktion des Rundfunks nach Art. 5 GG ergibt sich die Offenheit des öffentlich-rechtlichen Programmangebots für neue Formen und Inhalte sowie für neue Dienste mittels neuer Technik und neuer Übertragungswege.[6]

### Beschluss vom 6. Oktober 1992: Hessen 3
BVerfGE 87, 181 Hessen 3 (1992)
- Finanzierungsgarantie ist Teil der Rundfunkfreiheit
- Werbeverbot für öffentlich-rechtlichen Rundfunk ist zulässige Ausgestaltung der Rundfunkfreiheit[7]

### Urteil vom 22. Februar 1994: Rundfunkgebühren I
→ Hauptartikel: 8. Rundfunk-Urteil

BVerfGE 90, 60 Gebührenurteil (1994)
- Staatsfreiheit der Gebührenfestsetzung
- Neuregelung des KEF-Verfahrens erforderlich[8]

### Urteil vom 22. März 1995: EG-Fernsehrichtlinie
BVerfGE 92, 203 EG-Fernsehrichtlinie (1995)
- Kompetenz der EG
- Richtlinie 89/552/EWG (Fernsehrichtlinie)[9]

### Urteil vom 17. Februar 1998: Kurzberichterstattung
→ Hauptartikel: 10. Rundfunk-Urteil

BVerfGE 97, 228 Kurzberichterstattung (1998)
- Kurzberichterstattungsrecht für Fernsehsender zur Verhinderung von Informationsmonopolen bei Exklusivübertragungsrechten[10]

### Beschluss vom 20. Februar 1998: Extra Radio Hof
→ Hauptartikel: 11. Rundfunk-Urteil

BVerfGE 97, 298 Extra Radio Hof (1998)
- Grundrechtsfähigkeit privater Rundfunkveranstalter[11]

### Urteil vom 11. September 2007: Rundfunkgebühren II
BVerfGE 119, 181 (2007)
- Länder dürfen nicht aus medienpolitischen Gründen von KEF-Gebührenempfehlung abweichen. Diese Möglichkeit steht ihnen nur offen, „wenn die Gebührenzahler durch die Höhe der Gebühr unangemessen belastet [werden]“ oder die Höhe der Gebühren „[den Zahlern] den Informationszugang [versperrt]“[12]

### Urteil vom 12. März 2008: Beteiligung von Parteien an privaten Rundfunkveranstaltern
BVerfGE 121, 30 (2008)
- Dem Gesetzgeber steht es frei, Parteien die unmittelbare oder mittelbare Beteiligung an privaten Rundfunkunternehmen insoweit zu untersagen, als sie dadurch bestimmenden Einfluss auf die Programmgestaltung oder die Programminhalte nehmen können. Dagegen ist das absolute Verbot für politische Parteien, sich an privaten Rundfunkveranstaltungen zu beteiligen, keine zulässige gesetzliche Ausgestaltung der Rundfunkfreiheit.[13]

### Urteil vom 25. März 2014: ZDF-Staatsvertrag
BVerfGE 136, 9 (2014)
- Durch die bisherigen Regelungen des ZDF-Staatsvertrags entstand ein übermäßig großer staatlicher Einfluss. Die Aufsichtsgremien ZDF-Fernsehrat und ZDF-Verwaltungsrat dürfen nur zu einem Drittel aus staatlichen und staatsnahen Mitgliedern bestehen. Auch wenn das Urteil nur das ZDF betraf, gilt der Grundsatz auch für alle anderen öffentlich-rechtlichen Sendeanstalten.

### Urteil vom 18. Juli 2018: Erhebung des Rundfunkbeitrages
1 BvR 1675/16 - Rn. (1-157)
- Die Rundfunkbeitragspflicht ist im privaten und im nicht privaten Bereich im Wesentlichen mit der Verfassung vereinbar. Mit dem allgemeinen Gleichheitssatz nicht vereinbar ist allerdings, dass auch für Zweitwohnungen ein Rundfunkbeitrag zu leisten ist.[15]

### Beschluss vom 20. Juli 2021: Staatsvertrag Rundfunkfinanzierung
1 BvR 2756/20, 2775/20 und 2777/20 - Rn. (1-119)
- Ein einzelnes Land ist nicht befugt, eigenmächtig von der KEF-Gebührenempfehlung abzuweichen. „Im gegenwärtigen System der Rundfunkfinanzierung ist eine Abweichung von der Bedarfsfeststellung der KEF nur durch alle Länder einvernehmlich möglich. Hält ein Land eine Abweichung für erforderlich, ist es Sache dieses Landes, das Einvernehmen aller Länder über die Abweichung von der Bedarfsfeststellung der KEF herbeizuführen.“[16]